# 康斯坦丁尼夫卡
康斯坦丁尼夫卡（羅馬化：Kostiantynivka，發音：[kosʲtʲɐnˈtɪn⁽ʲ⁾iu̯kɐ] ⓘ），又按俄语名译为康斯坦丁诺夫卡（羅馬化：Konstantinovka），是乌克兰東部顿涅茨克州克拉马托尔斯克区康斯坦丁尼夫卡市镇内的城市及该市镇的行政中心，2020年7月18日前為康斯坦丁尼夫卡區的行政中心（该市在2020年7月18日前为该州的州辖市，并不在该区的管辖范围内）。該市距離首都基輔570公里，始建於1870年，面積66平方公里，海拔高度86米，2024年人口数量为25,000人。

## 歷史
1870年，一位名叫諾米科索夫（Nomikossov）的地主在當地建立了定居點，並為了紀念他的長子康斯坦丁（Kostiantyn）而將當地命名為康斯坦丁尼夫卡。 20世紀初的蘇聯時期，康斯坦丁尼夫卡發展成為工業鎮，生產鋼鐵與玻璃。1926年提升為城市地位。1932年，康斯坦丁尼夫卡被授予市政權利，也是烏克蘭東部的交通樞紐之一。該市曾被認為是烏國玻璃工業的首都。
第二次世界大戰期間，納粹德國在當地設立了一個強迫勞動營。
在俄烏戰爭期間，該市於2014年4月中旬被俄羅斯背後支持的頓巴斯親俄武裝佔領。烏克蘭軍隊最終於2014年7月7日、收復了鄰近的斯洛維揚斯克和克拉馬托爾斯克後不久，重新奪回該城市和德魯日基夫卡。2014年9月，大批難民從被親俄武裝佔領的地區湧入該市。 難民到當地購買更便宜的必需品，並在市政機構中安排養老金和社會福利。同時，市政府簡化了移民在新居住地領取福利和社會支付的機制。 該市開始運營難民住房中心。

### 2022年俄羅斯入侵烏克蘭
2022年2月24日開始，俄羅斯開始入侵烏克蘭。在戰爭的最初幾個小時裡，康斯坦丁尼夫卡遭到針對當地軍事基地的導彈襲擊。在俄羅斯入侵的「第一階段」期間，該地區偶爾遭到砲擊和轟炸。康斯坦丁尼夫卡在戰爭的「第二階段」遭受了更多的轟炸，俄軍將攻擊重點放在烏克蘭東部。康斯坦丁尼夫卡遭到猛烈砲擊和導彈襲擊，目標是燃料庫和發電廠。 由於靠近前線，該市居民每天都能聽到砲擊和戰鬥聲。該市仍處於烏克蘭控制之下，但遭受了俄羅斯的襲擊。
俄羅斯於2022年3月20日報導稱，康斯坦丁尼夫卡被一枚俄羅斯高超音速匕首導彈擊中，擊中一個燃料庫並引發該市火災。美國總統喬·拜登證實了該消息。
2022年9月17日，康斯坦丁尼夫卡遭到俄羅斯武裝力量的砲擊，造成5名平民受傷/死亡，並造成該市大量破壞。
2023年3月24日，S-300防空系統發射的一枚導彈擊中康斯坦丁尼夫卡當地的人道支援中心，造成至少5名平民死亡。
據報道，2023年9月6日中午，一枚飛彈襲擊了一個開放市場，導致包括一名兒童在內的17名平民死亡，至少32人受傷 。然而，《紐約時報》後來報導稱：「有證據強烈表明，這次災難性的攻擊是由山毛櫸發射系統發射的烏克蘭防空飛彈失誤造成的」。
2024年2月25日，俄羅斯的轟炸摧毀了康斯坦丁尼夫卡火車站，並損壞了數十座其他建築物。
2025年3月初，進攻恰西夫亞爾的俄軍已進抵東部郊區距市中心約5-8公里處，兩軍正在激戰。至8月初，俄軍佔領恰西夫亞爾，進抵本市中心不足5公里處。

## 人口組成
2001年人口普查資料：
烏克蘭人：59.3%
俄羅斯人：37.7%
亞美尼亞人：1.0%
白俄羅斯人與其他P：1.0%

## 交通

### 火車
康斯坦丁尼夫卡火車站於1872年啟用，是頓涅茨克鐵路局利曼分部的一個客貨運樞紐火車站，並提供前往伊久姆、利曼、斯維亞托希爾斯克、斯洛維揚斯克等地的列車服務。
2017年12月11日，新指定夜間快車1/2號首次從伊萬諾-弗蘭科夫斯克抵達康斯坦丁尼夫卡。這要歸功於公眾的堅持，他們相信此類列車改善了烏克蘭東部和西部之間的客運聯繫。

### 有軌電車
康斯坦丁尼夫卡曾有一個有軌電車網絡，於1931年開通。在第二次世界大戰期間，當地的有軌電車基礎設施曾於1943年被撤退的納粹德軍摧毀，但於1944年恢復。在德國占領期間，有軌電車成對運行，一節車廂一個用於平民，另一個用於士兵。當地的電車系統曾於2004年關閉，並於2005年重新開放。
2012年，150米的架空網絡被盜。在長期無利可圖的情況下，電車公司威脅要關閉3 號線。雖然如此，由於市政府辦公室收到不少投訴，3號線一直營運到2014年，當年電車公司以「北高架橋狀況不佳」為由關閉該線。從2015年開始，當地的電車系統只有一輛電車可以運行，其他電車都失去了轉向架。 同年，由於塞韋爾尼（Severnyi）鐵路高架橋施工，僅存的4號線關閉。然而，高架橋上的施工從未進行，4號線上再使用一輛電車恢復營運。當2公里的接觸線於2016年12月26日左右被盜後，運營商無力修復被盜的基礎設施，因此當地整個電車系統於2018年3月29日關閉。

## 人口
根據2001年烏克蘭人口普查，康斯坦丁尼夫卡居民的族群組成為：
- 烏克蘭人：56,226（59.3%）
- 俄羅斯人：35,762（37.7%）
- 亞美尼亞人：906（1.0%）
- 白俄羅斯人：485（0.5%）
- 阿塞拜疆人：248（0.3%）
- 猶太人：186（0.2%）

當地居民的第一語言：
- 烏克蘭語：78.1%
- 俄羅斯語：21.0%
- 亞美尼亞語：0.5%
- 白俄羅斯語：0.1%[23][24]

2022年人口67,350。

## 地理
該市位於頓涅茨克州北部，座落於克里沃伊托列茨河畔。該市是鐵路樞紐。從當地到頓涅茨克的距離：公路 — 55 公里，鐵路 — 65 公里；從當地到基輔的距離：公路 — 750 公里，鐵路 — 778 公里。

## 來源
1. ↑  . 烏克蘭總統辦公室. 2022-04-10  [2023-05-20]. （原始内容存档于2023-06-07） （乌克兰语）.
2. ↑  . . 2023-04-03.（简体中文）
3. ↑  . 北京: 中国地图出版社. 2023. ISBN 9787520431699.
4. ↑  . novosti.dn.ua.   [2024-09-07]. （原始内容存档于2024-10-06） （俄语）.
5. ↑  . Bundesarchiv.de.   [2022-12-27]. （原始内容存档于2022-12-27） （德语）.
6. ↑  Ragozin, Leonid. . The New Republic. 2014-04-16  [2023-08-04]. （原始内容存档于2020-02-15）.
7. ↑  .   [2023-08-04]. （原始内容存档于2014-10-21）.
8. ↑  .   [2014-07-03]. （原始内容存档于2014-07-14）.
9. ↑  . Market Watch (The Wall Street Journal). 2014-07-06  [2023-08-04]. （原始内容存档于2015-10-17）.
10. ↑  . www.ukrinform.ua.   [2023-08-04]. （原始内容存档于2014-07-14）.
11. ↑  Peck, Michael. . 19FortyFive. 2022-03-22  [2023-08-04]. （原始内容存档于2023-10-06） （美国英语）.
12. ↑  . www.ukrinform.net. 2022-09-17  [2023-03-25]. （原始内容存档于2022-10-14）.
13. ↑  . rferl.org. RFE/RL's Ukrainian Service. 2023-03-24  [2023-03-25]. （原始内容存档于2023-11-15）.
14. ↑  . BBC News. 2023-09-06  [2024-07-19]. （原始内容存档于2023-09-06）.
15. ↑  Chernov, Mstyslav. . AP News. 2023-09-07  [2023-09-07]. （原始内容存档于2024-08-20）.
16. ↑  Ismay, John; Gibbons-Neff, Thomas; Willis, Haley; Browne, Malachy; Koettl, Christoph; Cardia, Alexander. . The New York Times. 2023-09-18  [2023-09-19]. ISSN 0362-4331. （原始内容存档于2024-04-07） （美国英语）.
17. ↑  . The Kyiv Independent. 2024-02-25  [2024-07-19]. （原始内容存档于2024-04-20）.
18. ↑  . Суспільне. 2024-02-25  [2024-07-19]. （原始内容存档于2024-03-04）.
19. ↑  .   [10 February 2019]. （原始内容存档于22 December 2020）.
20. ↑  . konstantinovka.com.ua.   [2021-05-20]. （原始内容存档于2023-10-06）.
21. ↑  . transphoto.org.   [2023-08-04]. （原始内容存档于2023-10-06）.
22. ↑  . www.ukrcensus.gov.ua.   [2024-07-19]. （原始内容存档于2017-07-31）.
23. ↑  . France 24. 2022-03-02  [2022-05-10]. （原始内容存档于2023-10-06） （英语）.
24. ↑  . Ukraine Interactive map - Ukraine Latest news on live map - liveuamap.com.   [2022-05-10]. （原始内容存档于2022-03-09） （英语）.
25. ↑   (PDF).   [2022-11-21]. （原始内容存档 (PDF)于2022-08-10）.